# Josef Schörghuber
Josef Schörghuber (* 14. April 1920 in Mitteraham, Oberbayern; † 18. Mai 1995 in München) war ein deutscher Unternehmer und Gründer der Schörghuber Unternehmensgruppe.

## Ausbildung und Aufstieg
Nach einer Zimmermannslehre im väterlichen Schreinereibetrieb ging Schörghuber 1937 nach München, wo er zunächst in einer Zimmerei praktisch tätig war und einen Vorbereitungskurs an einer privaten technischen Schule absolvierte, bevor er ein Bauingenieurstudium an der Staatsbauschule begann. Das Studium konnte er erst nach längerer Unterbrechung durch Kriegsdienst und Gefangenschaft abschließen.
Zunächst war Schörghuber nur als Zulieferer für Bauunternehmen tätig, errichtete dann aber Anfang der 1950er Jahre ein erstes Wohnhaus mit 27 Einheiten auf einem Ruinengrundstück, das er später mit Gewinn verkaufen konnte. 1954 gründete er die Bayerische Hausbau GmbH & Co. KG. Mit dem Erwerb großer Grundstücke im Münchner Osten und ab 1965 dem Bau des Arabellaparks begann sein Aufstieg zu einem der größten bayerischen Bauunternehmer. Zudem betätigte sich Schörghuber bereits seit Ende der 1950er Jahre im Verkehrsfluggeschäft. Ein Flug über den Münchner Osten war für Schörghuber Anlass, sich im späteren Arabellapark zu engagieren. Später entwickelte er aus seinen Verkehrsflugaktivitäten sein Flugzeugleasinggeschäft, nachdem die Charterfluggesellschaft Bavaria Germanair an Hapag-Lloyd veräußert wurde. In den 1960er und 1970er Jahren kamen Hotelbetriebe um die Arabella Hospitality mit dem Arabella-Hochhaus (benannt nach seiner Tochter) und Brauereien hinzu. Der Bereich Flugzeugleasing wurde 2011 aufgegeben.

## Bauen in München
Neben dem Arabellapark hat die Bayerische Hausbau Josef Schörghubers in München über Jahrzehnte hinweg Bauprojekte verwirklicht, die Stadtrandgebiete erschlossen, oder zentrumsnähere Areale einer neuen Nutzung eröffnet. Zu nennen sind dabei vor allem der Zamilapark in München-Zamdorf am östlichen Rand Münchens und die Neubebauung der ehemaligen Brauereigelände des Staatlichen Hofbräuhauses an der Inneren Wiener Straße, des früheren Bürgerbräukellers an der Rosenheimer Straße und der Hacker-Pschorr-Brauerei an der Landsberger Straße. Dabei entstand wie bereits im Arabellapark meist eine Mischung aus Wohn-, Büro- und Ladennutzung.

## Kulturelles und soziales Engagement
In seinen späteren Lebensjahren wirkte Schörghuber auch als Mäzen im kulturellen Bereich und unterstützte das Haus der Kunst in München 1992 mit 10 Millionen DM. Bis 2014 war die Schörghuber Gruppe der größte private Geldgeber des Hauses.  Zu seinem 75. Geburtstag und damit kurz vor seinem plötzlichen Tod im Jahr 1995 initiierte er die mit drei Millionen Mark dotierte Josef-Schörghuber-Stiftung für Münchner Kinder. Stiftungszweck ist es, Münchner Kindern aus sozial schwächeren Familien zu unvergesslichen Urlaubserlebnissen zu verhelfen: Ferienaufenthalte und Klassenfahrten, Tagesausflüge zu kulturellen Einrichtungen und öffentlichen Bädern. Es war bis dahin die größte Stiftung eines Lebenden an die Landeshauptstadt München.

## In den Schlagzeilen
In den 1980er Jahren war in den Münchner Zeitungen immer wieder von Diskussionen um das sogenannte "Baulandgeschenk" zu lesen; der damalige Münchner Oberbürgermeister Georg Kronawitter warf Schörghuber vor, von seinem Vorgänger im Bürgermeisteramt, Erich Kiesl, Grundstücke aus Stadtbesitz im Münchner Osten für den Zamilapark weit unter Wert zugeschanzt bekommen zu haben.

## Familie und Persönliches
Josef Schörghuber war verheiratet und hatte zwei Kinder; sein Sohn Stefan Schörghuber übernahm seine Nachfolge und führte die Unternehmensgruppe bis zum eigenen Tod im November 2008. Seine Tochter Arabella Schörghuber ist Wirtin des Paulaner-Festzeltes auf dem Münchner Oktoberfest und Inhaberin des Wirtshauses Zum Spöckmeier. Heute wird die Schörghuber Unternehmensgruppe von Alexandra Schörghuber, der Witwe von Stefan Schörghuber geleitet. Im Jahr 2022 wurde Enkelsohn Florian Schörghuber als Co-CEO ebenfalls Teil des Vorstands. Josef Schörghubers Grab liegt auf dem Bogenhauser Friedhof.

## Belege
1. ↑  Geschäftsbericht 2011 - Die Schörghuber Unternehmensgruppe. Abgerufen am 2. Juli 2023.
2. ↑  Bayerische Hausbau (Memento vom 12. November 2004 im Internet Archive)
3. ↑  Haus der Kuns verliert Sponsor. 11. Juni 2014, abgerufen am 28. Mai 2024.
4. ↑  Münchner Merkur: Schörghuber siegt im Streit um das Baulandgeschenk, 12. April 1995, Seite 13
5. ↑  Heiland oder Erlöser. In: Der Spiegel. Nr. 8, 1984 (online – 20. Februar 1984).
6. ↑  Der frühe Tod des "Bier-Königs" Schörghuber. 29. November 2009, abgerufen am 2. Juli 2023.
7. ↑  Zum Spöckmeier: Arabella Schörghuber bekommt Verstärkung. 26. März 2021, abgerufen am 2. Juli 2023.
8. ↑  Josef Schörghuber. In: Münchner Friedhofsportal. Stadtgeschichte München. Abgerufen am 3. Oktober 2023

| Personendaten    | Personendaten          |
| ---------------- | ---------------------- |
| NAME             | Schörghuber, Josef     |
| KURZBESCHREIBUNG | deutscher Unternehmer  |
| GEBURTSDATUM     | 14. April 1920         |
| GEBURTSORT       | Mitteraham, Oberbayern |
| STERBEDATUM      | 18. Mai 1995           |
| STERBEORT        | München                |